# کریستف هورلاویل
کریستف هورلاویل (انگلیسی: Christophe Horlaville; ۱ مارس ۱۹۶۹ – ) بازیکن فوتبال سابق اهل فرانسه بود که در پست مهاجم بازی می‌کرد.
از باشگاه‌هایی که در آن بازی کرده‌است می‌توان به باشگاه فوتبال گنگام، باشگاه فوتبال متس، باشگاه فوتبال کان، باشگاه فوتبال کن، باشگاه فوتبال لو آور، و باشگاه فوتبال پورت ویل اشاره کرد.